# Paranaspides lacustris
Paranaspides lacustris là một loài động vật giáp xác thuộc chi đơn loài Paranaspides trong họ Anaspididae. Chúng là loài đặc hữu của Tasmania.